# مدرار (البور)
مدرار هو دُوَّار يقع بجماعة تالسينت، إقليم فكيك، جهة الشرق في المملكة المغربية. ينتمي الدوّار لمشيخة البور التي تضم 9 دواوير. يقدر عدد سكانه بـ 169 نسمة حسب الإحصاء الرسمي للسكان والسكنى لسنة 2004.

## روابط خارجية
- البوابة الوطنية للجماعات الترابية نسخة محفوظة 12 مارس 2018 على موقع واي باك مشين.
- المندوبية السامية للتخطيط